# اینرود (کنتاکی)
اینرود (به انگلیسی: Inroad) یک منطقهٔ مسکونی در ایالات متحده آمریکا است که در شهرستان ادیر، کنتاکی واقع شده‌است. اینرود ۱۹۲٫۰۳ متر بالاتر از سطح دریا واقع شده‌است.